# Иванов, Юрий Николаевич (государственный деятель)
Юрий Николаевич Ивано́в (28 сентября 1929 года, д. Великое Село, Мантуровский район Костромской области — 7 августа 2002 года, Петрозаводск, Республика Карелия) — советский государственный деятель, Председатель Совета Министров Карельской АССР (1984—1989).

## Биография
Родился в крестьянской семье, окончил среднюю школу.
В 1952 году, после окончания Ленинградской лесотехнической академии им. Кирова, направлен в Карело-Финскую ССР. Работал главным инженером Суоярвской сплавной конторы, главным инженером, затем директором Олонецкого леспромхоза. В 1963 году принят в члены КПСС. В 1964 году присвоено звание «Заслуженный работник лесной промышленности Карельской АССР».
В 1966 году назначен главным инженером, затем начальником комбината «Южкареллес».
В 1972—1984 годах — начальник объединения «Кареллеспром». В 1975 году получил второе высшее образование окончив заочно Институт народного хозяйства им. Плеханова,
В 1984—1989 годах — Председатель Совета Министров Карельской АССР.
Избирался депутатом Верховного Совета РСФСР XI созыва, депутатом Верховного Совета Карельской АССР IX—XI созывов, членом бюро Карельского областного комитета КПСС.
Умер 7 августа 2002 года, похоронен на Сулажгорском кладбище Петрозаводска.

## Награды
- Орден Ленина
- Орден Трудового Красного Знамени
- Орден «Знак Почёта» (дважды)
- Почётная грамота Президиум Верховного Совета РСФСР